# 한승현
한승현(1982년 12월 21일 ~ )은 대한민국의 배우이다.

## 이력
2001년 캐나다에서 뮤지컬 배우로 데뷔하였다.

## 학력
- 벤쿠버 영화학교 연극영화학과 학사

## 출연작

### 드라마
- 《미쓰 아줌마》 (SBS, 2011년) - 세윤 역
- 《버디버디》 (tvN, 2011년) - 안중기 역
- 《판다양과 고슴도치》 (채널A, 2012년) - 황범보 역
- 《KBS 드라마 스페셜 연작 시리즈 - 동화처럼》 (KBS2, 2013년) - 털보선배 역
- 《직장의 신》 (KBS2, 2013년) - 옹소신 역
- 《더 이상은 못 참아》 (JTBC, 2013년) - 윤지현 역
- 《사랑해서 남주나》 (MBC, 2013년) - 명철 역
- 《맏이》 (JTBC, 2013년)
- 《신의 퀴즈 4》 (OCN, 2014년) - 구두진 역
- 《미생》 (tvN, 2014년) - 외국인바이어 역
- 《호구의 사랑》 (tvN, 2015년) - 고 기자 역
- 《실종느와르 M》 (OCN, 2015년) - 김대수 역
- 《딱 너 같은 딸》 (MBC, 2015년) - 성찬 역
- 《연쇄쇼핑가족》 (JTBC, 2015년) - 오지상 역
- 《웹툰히어로 툰드라쇼 시즌2 - 조선왕조식톡 시즌2》 - 덕환 역
- 《처음이라서》 (On Style, 2015년) - 오디션 심사위원 역
- 《월계수 양복점 신사들》 (KBS2, 2016년) - 나 대리 역
- 《최강 배달꾼》 (KBS2, 2017년) - 팀장 역
- 《해치》 (SBS, 2019년) - 경종 역
- 《고스트 닥터》 (tvN, 2022년) - 황국찬 역
- 《남남》 (ENA, 2023년) - 계장 역
- 《고려 거란 전쟁》(KBS2, 2023년 ~ 2024년) - 채충순 역

### 영화
- 《써니》 (2011년) - 장미 오빠 역
- 《마이웨이》 (2011년) - 일본인기자 역
- 《런닝맨》 (2013년) - 호텔 보안실 직원 1역
- 《두근두근 내 인생》 (2014년) - 대수 후배 역
- 《서울 서칭》 (2015년) - 송 선생 역
- 《기음》 (2015년) - 대곤 역
- 《번개맨》 (2016년) - 뭉치 역
- 《유리정원》 (2017년) - 바이어 역
- 《DRAGON RACE》 (2017년) - Lee 역
- 《흥부》 (2018년) - 수문장 역
- 《크게 될 놈》 (2019년) - 송교도관 역

### 연극
- 《순이 삼촌》 (2013년)

### 방송
- 《연쇄쇼핑가족》 (JTBC, 2015년) - 오지상 역